# Nikola Gostiša
Nikola Gostiša, slovenski metalurg, * 31. oktober 1910, Vareš (Bosna in Hercegovina), † 29. december 1977, Beograd. 
Rodil se je v družini rudarskega strokovnjaka Viktorja Gostiše. Diplomiral je leta 1935 na fakulteti za rudarstvo v avstrijskem Leobnu in se zaposlil železarni Zenica. Leta 1945 je postal vodja jeklarne, nato glavni inženir železarne Zenica in vodja investicij, kasneje pa tehnični direktor železarne. Leta 1961 je postal redni profesor na Metalurški fakulteti v Zenici za predmete s področja pridobivanja surovega železa in izdelave jekla, ter bil v letih 1962−1976 dekan fakultete. Vso delavno dobo je delal na posodobitvi  železarne v Zenici in pridobivanje železa iz novih rud in izdelavo jekla. 